# Stazione di Santeramo in Colle
La stazione di Santeramo in Colle era a servizio della città omonima e si trovava sulla ferrovia Rocchetta Sant'Antonio-Gioia del Colle,  gestita da RFI. Tramite comunicato ufficiale da parte di Trenitalia nel 2016, essa è stata soppressa insieme all'intera tratta.

## Storia
La stazione fu inaugurata nel 1891, anno in cui è stata aperta la ferrovia.

## Strutture e impianti
La stazione era dotata di un fabbricato viaggiatori. L'interno del fabbricato non era in buone condizioni, viste le numerose scritte vandaliche.
All'interno si contavano 2 binari passanti collegati tramite una passerella sui binari.

## Movimento
Nella stazione fermavano solamente ALn 668, uniche in esercizio sulla ferrovia.

## Servizi
- Fermata autobus urbani
- Fermata autobus extraurbani
- Parcheggio auto